# Bogumiła Murzyńska
Bogumiła Murzyńska-Głybin (ur. 23 marca 1940 we Lwowie) – polska aktorka teatralna i filmowa, pedagog.

## Życiorys
Absolwentka Wydziału Aktorskiego Państwowej Wyższej Szkoły Teatralnej i Filmowej w Łodzi (1963). Przez większość kariery aktorskiej (1962-1977 oraz od 1979) związana z Teatrem Śląskim im. Stanisława Wyspiańskiego w Katowicach, z wyjątkiem lat 1977–1979, kiedy to występowała w Teatrze Polskim w Bielsku-Białej. Współpracuje z katowickimi Teatrami: Żelaznym oraz Bez Sceny. Wystąpiła również w dwudziestu dwóch spektaklach Teatr Telewizji (1962-2012) oraz trzynastu audycjach Teatru Polskiego Radia (1966-1993).
Wykładowczyni Szkoły Aktorskiej Teatru Śląskiego, współpracowała również ze Studiem Aktorskim Doroty Pomykały.
W 2014 roku ukazała się jej biografia pt. Bogumiła Murzyńska. Biografia nostalgiczna, autorstwa Henryki Wach-Malickiej.
Dwukrotnie wychodziła za mąż: jej pierwszym mężem był Jan Twardowski (rozwód), natomiast w 1977 roku zawarła związek małżeński z Jerzym Głybinem – również aktorem.

### Nagrody i odznaczenia
- Krzyż Kawalerski Orderu Odrodzenia Polski
- Złoty Krzyż Zasługi (1999)
- Złoty Medal „Zasłużony Kulturze Gloria Artis” (2022)
- Srebrny Medal „Zasłużony Kulturze Gloria Artis” (2007)
- sześciokrotna laureatka Złotej Maski (1968,1971,1973, 1995, 1997, 2003)
- Nagroda Artystyczna Prezydenta Miasta Katowic (1997)
- Nagroda Marszałka Województwa Śląskiego za osiągnięcia aktorskie (2005)
- nagroda "Narcyza" przyznawana przez Izbę Przemysłowo‑Handlową Rybnickiego Okręgu Przemysłowego

## Filmografia
- Panny (1983)
- Rodzina Kanderów (1988) – odc. 4
- Śmierć jak kromka chleba (1994)
- Emilka płacze (2006) – mama Stefka
- Konfident (2011) – mama
- Strzępy (2022) – Zofia, pensjonariuszka domu opieki